# Jöns Grevillius
Jöns Grevillius, född 1687 i Skärkinds församling, Östergötlands län, död 16 maj 1729 i Linköpings församling, Östergötlands län, var en svensk guldsmed i Linköping.

## Biografi
JönsGrevillius föddes 1687 i Skärkinds församling och döptes 6 januari samma år. Han var son till komminister Petrus Grevillius (1650-1708) i Skärkinds församling och Elin Kylander.
Grevillius var 15 september 1715 gesäll och blev 12 juni 1716 mästare i Linköping under Guldsmedsämbetet i Norrköping. som mästarstycke tillverkade han en tekanna, ring med sten och pitzér. Han avled 1729 i Linköping. Grevillius begravdes 20 maj 1729 i Linköpings domkyrka.

### Familj
Grevillius gifte sig med Anna Margareta Carlström. De fick tillsammans barnen Anna Christina Grevillius (1715-1775) och Daniel Grevillius (1717-1801).

### Verklista (urval)
- 1717 – Vinkanna i Kättilstads kyrka.[4]
- 1717 – Vinkanna i Ekeby kyrka.
- 1723 – Vinkanna i Ljungs kyrka.[4]